# Корвин, Гарольд Гленн
Корвин Гарольд Гленн (англ. Harold Glenn Corwin; род. 5 июня 1943, Пасадина, Калифорния) — американский астроном, консультант. Член многих обществ: Королевского астрономического общества, Международного астрономического союза, Американского астрономического общества, Тихоокеанского астрономического общества, Сигма Хи, Отдела А фундаментальной астрономии (англ. Division A Fundamental Astronomy), Отдела J галактики и космологии (англ. Division J Galaxies and Cosmology). Внесён в список выдающихся астрономов, консультант американской издательской компании Marquis Who’s Who.

## Биография
Корвин Гарольд Гленн родился 5 июня 1943 года в Пасадине, Калифорния, США. Отец — Гарольд Гленн Корвин, мать — Элеонора Аида (Бербанк) Корвин.
В 1967—1971 годы — капитан ВВС США.
В  1967 году окончил Канзасский университет со степенью магистр искусств; в 1981 году — доктор философии, Эдинбургский университет, Шотландия.
В 1971—1976 годы — младший научный сотрудник Техасского университета в Остине, в 1981—1991 годы — научный сотрудник. С 1991 года — научный сотрудник Калифорнийского технологического института в Пасадине. В 1976—1981 годы — консультант Техасского университета; в 1977—1981 годы — консультант Калифорнийского университета в Лос-Анджелесе.
С 1987 года — консультант Willmann-Bell, Ричмонд, штат Виргиния.

## Научные работы
Внегалактические каталоги, поддерживаемые Гарольдом Корвином:
- Третий справочный каталог ярких галактик, составители: Жерар и Антуанетта де Вокулёр, Гарольд Корвин, Роналд Бута[англ.], Жорж Патюрель[d] и Паскаль Фуке[d].
- Каталог богатых скоплений галактик, составители: Джордж Эйбелл, Гарольд Корвин и Роналд Олоуин[4][5].
- Каталог южной галактики, составители: Гарольд Корвин, Жерар и Антуанетта де Вокулёр.
- Каталог южно-экваториальной галактики, составители: Гарольд Корвин и Брайан Скифф.
- Атлас галактик де Вокулёра, составители: Роналд Бута, Гарольд Корвин и Стивен Одеван (англ. Stephen C. Odewahn).